# U-78号潜艇 (1916年)
陛下之78号潜艇是德意志帝国海军建造的UE-I型潜艇或称U艇的八号艇。它由汉堡的伏尔铿船厂承建，于1916年2月27日下水，至同年4月20日交付使用。U-78号是在第一次世界大战期间服役的329艘德国潜艇之一，曾参加过大西洋潜艇战。在其十三次巡逻中，共击沉协约国或中立国的14艘商船（26278总吨）、1艘军舰（810吨）和2艘辅助军舰（400总吨）。1918年10月27日，U-78号在北海中部遭英国潜艇G2号以鱼雷击沉，艇内40名官兵全数阵亡。

## 设计
U-78号是德意志帝国海军潜艇局（U-Boot-Inspektion）于1914年底开发的UE级布雷潜艇（UE-I型）的八号艇，这是官方设计的第45号方案，计划具有更长的续航里程以及较短的工期。
U-78号为单壳体远洋潜艇，配有鞍形水柜。其全长为56.80米；舷宽5.90米，当中的耐压壳体宽为5米；有4.86米的吃水深度。其水上排水量为755吨，水下为832吨。艇只搭载有可在水上使用的两台奔驰六缸四冲程（S6 Ln型）柴油发动机，总功率为900匹公制馬力（662千瓦特）；以及可在水下使用的西门子-舒克特双电动发电机，总功率同样为900匹公制馬力（662千瓦特）。与其他远洋潜艇相比，它的机动性能较弱。这些发动机用以驱动双轴、每根轴各一个直径为1.41米的螺旋桨，从而使艇只在水上的最高速度达9.9節（18.3每小時），在水下的最高航速则为7.9節（14.6每小時）。艇只可以7節（13每小時）的速度在水上巡航7,880海里（14,590），或以4節（7.4每小時）的速度在水下巡航83海里（154）。它的潜航深度为50米。
U-78号的主要任务是布雷，舱内最多可搭载38枚水雷，它们是通过艇艉的两条弹射井道向后布设。因此，这不是一款用于发动鱼雷攻击的潜艇。然而，U-78号仍在左舷艏部和右舷艉部分别装备了一具鱼雷发射管用于自卫，并可携带合共4枚鱼雷。两具管道都位于耐压壳体外侧，因此只有在潜艇浮出水面时才能进行操纵和装填。此外，该艇在司令塔后方的艉部甲板上还装备有一门88毫米30倍径速射炮用于水面作战，自1918年起又替换为威力更大的105毫米45倍径速射炮。其标准船员编制为4名军官及28名水兵。

## 历史
U-78号是由德意志帝国海军作为E项战时订单（Kriegsauftrag E）于1915年3月9日向汉堡的伏尔铿船厂订购，建造编号为60。艇只于1916年2月27日下水，至同年4月20日在首任艇长、海军上尉奥托·德勒舍尔的指挥下正式交付使用，该艇的所有战功均是在其任内取得。在德勒舍尔之后，卡尔·图雷中尉（1918年1月16日－31日）、约翰·福尔布雷希特中尉（1918年2月1日－27日，5月25日－10月27日）、卡尔·费斯佩尔上尉（1918年3月1日－4月26日）和威廉·迈尔上尉（1918年4月27日－5月24日）也曾担任过U-78号艇长。自1916年7月起，U-78号被编入北海的第一潜艇区舰队服役，并在整个服役生涯期间都隶属于该部队。
第一次世界大战期间，U-78号曾在北海和不列颠群岛周边完成十三次巡逻（含布雷任务），共击沉协约国或中立国的14艘商船（26278总吨）、1艘军舰（810吨）和2艘辅助军舰（400总吨）。其中，容积为5039总吨的英国货轮开尔文尼亚号（Kelvinia）是吨位最大的受害者，它于1916年9月2日驶入了U-78号在布里斯托尔湾布设的雷区，从而触雷沉没，但所有船员都在事故中幸存下来。1916年12月13日，由俄国俄美航运经营的一艘7869总吨重的客轮库尔斯克号也在英国水域撞上了U-78号布设的水雷，但仅仅受损。1917年4月7日，英国海军扫雷艇伊阿宋号则在苏格兰西海岸穿越U-78号布设的雷区时沉没，共造成25名官兵遇难。此外，来自斯堪的纳维亚的货轮维达号（Vidar，2178总吨）和阿特勒伯爵号（Atle Jarl，1249总吨）分别于1916年7月16日和10月21日作为战利品被U-78俘获。
1918年10月25日，U-78号与另外三艘U艇一同从黑尔戈兰岛启航，执行巡逻任务。在联合护航穿越雷区后，护航编队于1918年10月27日清晨在丹麦以西解散，四艘U艇继续独立航行。就在同一天夜里，英国海军潜艇G2号的监听装置在斯卡格拉克海峡接收到明显的信号。它发现了德国U艇，并向其发射一枚鱼雷，U-78号就此中弹下沉。其沉没地点大致位于北海中部的56°2′N 5°8′E / 56.033°N 5.133°E处。G2号的指挥官在不久之后下令搜寻幸存者，但一无所获。由于他怀疑附近还有一艘德国U艇，便下潜离开了沉没地点。U-78号艇内的40名德国官兵均未获救。德国当局最初推测G2号对U-78号的攻击发生于10月28日。然而，英国的记录则显示海损发生在前一天，这与之前艇只移动的德国消息源不谋而合。
U-78号的残骸于2015年4月由丹麦潜水员格特·诺曼·安徒生所发现。这艘潜艇的历史在丹麦曲博伦的一座新建博物馆内展出。残骸将被视为一座墓地，并因此受到尊重。

## 袭击历史摘要
| 日期           | 船名              | 船籍         | 吨位 | 结局       |
| -------------- | ----------------- | ------------ | ---- | ---------- |
| 1916年7月16日  | 维达号            | 瑞典         | 2178 | 缴作战利品 |
| 1916年8月5日   | 阿兰达号          | 挪威         | 1838 | 击沉       |
| 1916年9月2日   | 开尔文尼亚号      | 英国         | 5039 | 击沉       |
| 1916年9月26日  | 希尔湖号          | 英國皇家海軍 | 216  | 击沉       |
| 1916年10月21日 | 阿特勒伯爵号      | 挪威         | 1249 | 缴作战利品 |
| 1916年11月16日 | 韦加号            | 挪威         | 1204 | 击沉       |
| 1916年12月13日 | 库尔斯克号        | 俄罗斯       | 7869 | 击伤       |
| 1917年2月7日   | 韦灵号            | 瑞典         | 2107 | 击沉       |
| 1917年2月13日  | 巴恩斯利号        | 英国         | 144  | 击沉       |
| 1917年2月15日  | 施特拉尔松德号    | 挪威         | 510  | 击沉       |
| 1917年3月3日   | 梅尔登号          | 英国         | 2514 | 击沉       |
| 1917年4月2日   | 天箭号            | 挪威         | 1981 | 击沉       |
| 1917年4月2日   | 提索奥努斯号      | 英國皇家海軍 | 3463 | 击伤       |
| 1917年4月4日   | 弗拉基米尔·赖茨号 | 丹麦         | 2128 | 击沉       |
| 1917年4月5日   | 布里斯号          | 丹麦         | 101  | 击沉       |
| 1917年4月7日   | 伊阿宋号          | 英國皇家海軍 | 810  | 击沉       |
| 1917年4月13日  | 斯特拉思科纳号    | 加拿大       | 1881 | 击沉       |
| 1917年4月14日  | 安德洛玛刻号      | 英国         | 313  | 击沉       |
| 1917年4月19日  | 半边莲号          | 英國皇家海軍 | 184  | 击沉       |
| 1917年6月17日  | 福尼布号          | 英国         | 4259 | 击沉       |
| 1917年12月13日 | 阿恩伍德号        | 英国         | 2259 | 击沉       |

## 脚注
1. 1 2  Helgason, Guðmundur. . German and Austrian U-boats of World War I - Kaiserliche Marine - Uboat.net.   [2015-01-18].
2. ↑  Gröner 1991，第10-11頁.
3. 1 2  Helgason, Guðmundur. . German and Austrian U-boats of World War I - Kaiserliche Marine - Uboat.net.   [2015-01-18].
4. 1 2  Helgason, Guðmundur. . German and Austrian U-boats of World War I - Kaiserliche Marine - Uboat.net.   [2015-01-18].
5. 1 2 3  Helgason, Guðmundur. . German and Austrian U-boats of World War I - Kaiserliche Marine - Uboat.net.   [2015-01-18].
6. 1 2  Helgason, Guðmundur. . German and Austrian U-boats of World War I - Kaiserliche Marine - Uboat.net.   [2015-01-18].
7. 1 2  Helgason, Guðmundur. . German and Austrian U-boats of World War I - Kaiserliche Marine - Uboat.net.   [2015-01-18].
8. ↑  Helgason, Guðmundur. . German and Austrian U-boats of World War I - Kaiserliche Marine - Uboat.net.   [2010-01-24].
9. ↑  Herzog，第48頁.
10. 1 2  Gröner 1991，第10–11頁.
11. ↑  Herzog，第136頁.
12. ↑  Herzog，第123頁.
13. ↑  Herzog，第68頁.
14. ↑  Helgason, Guðmundur. . German and Austrian U-boats of World War I - Kaiserliche Marine - Uboat.net.   [2021-11-10].
15. ↑  Helgason, Guðmundur. . German and Austrian U-boats of World War I - Kaiserliche Marine - Uboat.net.   [2021-11-10].
16. ↑  Herzog，第120頁.
17. ↑  Helgason, Guðmundur. . German and Austrian U-boats of World War I - Kaiserliche Marine - Uboat.net.   [2021-11-10].
18. ↑  Helgason, Guðmundur. . German and Austrian U-boats of World War I - Kaiserliche Marine - Uboat.net.   [2021-11-10].
19. ↑  Helgason, Guðmundur. . German and Austrian U-boats of World War I - Kaiserliche Marine - Uboat.net.   [2021-11-10].
20. ↑  Herzog，第90頁.
21. ↑  Kemp，第59頁.
22. ↑  . ORF.at. 2015-05-16  [2021-11-10]. （原始内容存档于2021-11-10）.
23. ↑  Helgason, Guðmundur. . German and Austrian U-boats of World War I - Kaiserliche Marine - Uboat.net.   [2015-01-18].